# ISO 3166-2:GP
ISO 3166-2:GP est le code assigné pour la Guadeloupe dans le standard ISO 3166-2, faisant partie de la norme ISO 3166 publiée par l' Organisation internationale de normalisation (ISO), qui définit les codes pour les noms des principales subdivisions (par exemple, provinces ou États ) de tous les pays codés dans la norme ISO 3166-1.
La Guadeloupe, un département d'outre-mer français, se voit officiellement attribuer le code ISO 3166-1 alpha-2 GP. 
De plus, le code ISO 3166-2 FR-971 lui est également attribué sous l'entrée pour la France .
- Subdivisions de la Guadeloupe

- Plateforme de navigation en ligne ISO : GP
- Arrondissements de Guadeloupe, Statoids.com